# Brillanceausuchus
Brillanceausuchus – wymarły rodzaj krokodylomorfa. Jego wczesnokredowe skamieniałości odnaleziono w Kamerunie. Odznacza się on umiejscoweiniem nozdrzy tylnych na podniebieniu. Część os pterygoideum tworzy ich brezg dziobowy, oddzielając je od kości podniebiennych, cecha ta spotykana jest także w podrzędzie Eusuchia. Sądzono kiedyś, że jest to cecha właściwa tylko grupie Eusuchia, jej obecność u opisywanego tu rodzaju wydaje się być skutkiem konwergencji. Ewolucja umiejscowienia nozdrzy tylnych u krokodylomorfów wydaje się więc być bardziej skomplikowana, niż pierwotnie sądzono.